# Abai (berg)
Abai (georgiska: აბაი), även Abats, är ett berg i Georgien. Det ligger i den nordvästra delen av landet, i den autonoma republiken Abchazien. Toppen på Abai är 2 187 meter över havet.